# Dayo Wong
Dayo Wong Tze-wah (en chino: 黃子華), (5 de septiembre de 1960), es un actor, presentador de televisión, comediante, guionista, cantante y compositor hongkonés.
Wong se graduó en la carrera de filosofía de la Universidad de Alberta en Canadá. Comenzó su carrera en la industria del entretenimiento de Hong Kong en 1984, pero se hizo más conocido por sus trabajos en vivo en una comedia llamada stand-up, en la que comenzó por actuar regularmente desde 1990. Desde entonces ha actuado en varias series de televisión y películas y grabó su propio álbum.
Dayo hizo su primer debut en una serie de televisión difundida por la red TVB en 1999, interpretando a su personaje principal llamado "Lai Sam" en la serie "Justice Sung 2". Un año después, alcanzó un hito en su carrera como actor tras actuar en varias series de televisión. Por su participación fue ganador del Premio "My Favourite Television Character" en el 2002, siendo su punto de partida cuando llegó a lo más alto de su carrera.

## Filmografía

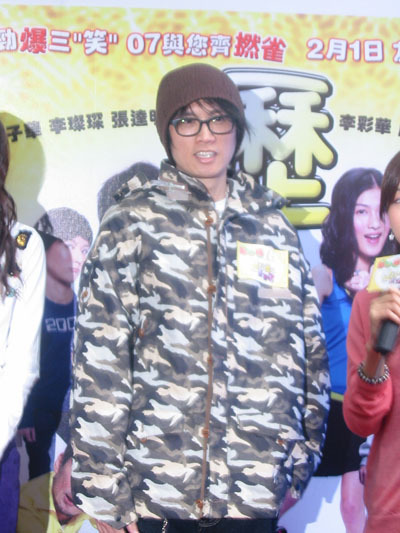
Dayo Wong.

### TV shows (Stand-up comedy, Free Man Show, Stage)
| Año                      | Nombre                     | Reedición                   |
| 1990                     | 娛樂圈血肉史               | -                           |
| 1992                     | 色情家庭                   | -                           |
| 1993                     | 跟住去邊度                 | -                           |
| 1994                     | 末世財神                   | -                           |
| 1995                     | 棟篤笑雙打之玩無可玩       | Cheung Tat-ming             |
| 1997                     | 秋前算帳                   | -                           |
| 1997                     | 殺出廚房                   |                             |
| 1998                     | Free Men Show(鬚根show)    | Cheung Tat-ming, Francis Ng |
| 1999                     | 拾下拾下拾年棟篤笑         |                             |
| 2000                     | Free Men Show 2(鬚根show2) | Cheung Tat-ming, Francis Ng |
| 2000                     | 男親女愛舞台劇             |                             |
| March 2003               | 冇炭用                     | -                           |
| October 2006             | 兒童不宜                   | -                           |
| December 2007            | 越大鑊越快樂               | -                           |
| 2008                     | 男磨坊                     |                             |
| August to September 2009 | 嘩眾取寵                   | -                           |
| November 2010            | 娛樂圈血肉史II             | -                           |
| 2011                     | 咁愛咁做                   |                             |
| March 2012               | 野豬                       |                             |
| October 2012             | 洗燥                       |                             |

### Películas
| Año  | Título en inglés |
| ---- | --- |
| 1992 | The Magic Touch神算 |
| 1993 | Two of a Kind Pink Bomb No. 1 3rd Ave Even Mountains Meet                                                                                           |
| 1994 | I've Got You, Babe!!! Mr. Sardine Long and Winding Road Oh! My Three Guys From Zero to Hero New Tenant Born innocent                                |
| 1995 | Once in a Life Time Wind Beneath the Wings The Meaning of Life Spider Woman Thunderbolt Only Fools Fall in Love The Dan That Doesn't Exist          |
| 1996 | Satan Returns Top Banana Club 13 July All of a Sudden Love and Sex Among the Ruins Big Bullet                                                       |
| 1997 | 24 Hrs Ghost Story Walk In Legend of the Wolf Those Were the Days Tamagotchi Love, Amoeba Style 97 Aces Go Places The Wedding Days My Dad is a Jerk |
| 1998 | F*** /Off |
| 2000 | What Is A Good Teacher Don't Look Back or You'll Be Sorry Titanic (doblaje)                                                                         |
| 2001 | The Emperor's New Groove (doblaje) Let's Sing Along                                                                                                 |
| 2002 | Fighting to Survive Scooby Doo (doblaje) |
| 2004 | Leave Me Alone |
| 2004 | Teacher in University |
| 2006 | Lethal Ninja Vecinos invasores (doblaje) Nothing is Impossible                                                                                      |
| 2007 | Zhui Bu House of Mahjong |
| 2014 | Golden Chicken 3 |
| 2014 | Temporary Family |
| 2015 | Secret Treasure |

### TV series
| Año  | Título                            | Personaje       | Canal                       | Premios TVB por su aniversario                                                | Notas |
| ---- | --------------------------------- | --------------- | --------------------------- | ----------------------------------------------------------------------------- | ----- |
| 1999 | Justice Sung II 狀王宋世傑II      | Lai Sam         | TVB                         |                                                                               |       |
| 2000 | War of Genders 男親女愛           | Yu Lok-tin      | TVB                         | My Favourite Television Character                                             |       |
| 2001 | 非常公民                          | Puyi            | Mainland Chinese production |                                                                               |       |
| 2004 | To Catch the Uncatchable 棟篤神探 | Mok Jok-dung    | TVB                         | My Favourite On-Screen Partners (Dramas) My Favourite Television Character    |       |
| 2005 | Hail The Judge 新九品芝麻官       | Song Shijie     | China Mainland              |                                                                               |       |
| 2005 | The Great Adventure 大冒險家      | Pak Wut         | ATV                         |                                                                               |       |
| 2006 | 情愛保險                          | Tang Tianshou   | Mainland Chinese production |                                                                               |       |
| 2007 | Men Don't Cry 奸人堅              | Ho Kei-kin      | TVB                         | Best Actor Nomination (Top 20) My Favourite Male Character Nomination (Top 5) |       |
| 2009 | You're Hired 絕代商驕             | Mak Tai-song    | TVB                         | Best Actor Nomination (Top 5) My Favourite Male Character Nomination (Top 5)  |       |
| 2013 | Bounty Lady My盛Lady              | Heung Kwong Nam | TVB                         | TVB Award for Best Actor                                                      |       |

## Discografía
Album
| Año  | Título                |
| 1998 | 鬚根Sound             |
| 1999 | 關老三                |
| 2000 | 我有小小強            |
| 2001 | Experience            |
| 2005 | 哈痞(痞：音鄙，happy) |

Otros álbumes
| Año            | Título                                   |
| November 1999  | 華納99最好精選                           |
| December 1999  | 華納千禧世紀好精選                       |
| October 2000   | 華納天碟2000                             |
| September 2001 | 關不掉的聲音— 前途萬里行                 |
| October 2001   | 華納23周年紀念精選 (華納群星)            |
| September 2003 | 1:99電影行動 (原裝導演加長版)            |
| September 2004 | 愛唱主題曲 Theme Songs(香港群星)— 衰邊個 |

No incluido en su anteriores discos'
| Año  | Título     |
| 2006 | 知彼不知己 |
| 2007 | 奸人堅     |
| 2009 | 冇問題     |